# Pennapiedimonte
Pennapiedimonte är en ort och kommun i provinsen Chieti i regionen Abruzzo i Italien. Kommunen hade 445 invånare (2018).